# Sexto milénio a.C.
Durante o sexto milênio a.C., que abrangeu o período entre os anos 6.000 a.C. e 5.001 a.C., a agricultura se espalha dos Bálcãs para a Itália e Leste Europeu, e da Mesopotâmia para o Egito. A população mundial está estabilizada em 5 milhões de pessoas.

## Eventos
- c. 6000 a.C.: 
  - Civilização indígena na serra de Carajás, PA, Brasil.
  - Ocupação da ilha de Creta por povos neolíticos.
  - Cultivo de arroz na Tailândia.
  - A cultura de Mergar alcança seu ápice em c. 6 000 a.C. O sítio arqueológico da cultura de Mergar é um dos mais importantes sítios neolíticos do mundo. Está localizado no atual Paquistão, na província do Baluchistão.
  - A Idade do Cobre chega ao Crescente Fértil. O cobre é usado pela primeira vez no Oriente Médio.
  - Agricultura totalmente neolítica se espalha através da Anatólia para os Bálcãs.
  - Equinos desaparecem das Américas.
  - Figuras femininas segurando serpentes são fabricadas em Creta e podem ter sido associadas com a água, energia regenerativa e de proteção do lar.
  - Começo da Cultura de Yangshao, na China. Os primeiros pictogramas dos caracteres chineses são elaborados.
  - Galos são criados na Índia.
- c. 5800 a.C. - A Cultura Hassuna-Samarra floresce na Mesopotâmia.
- c. 5760 a.C. - Erupção do vulcão Puy-de-Dôme, na França.
- c. 5700 a.C. - Cultivo do milho na América Central.
- c. 5677 a.C. - Uma erupção vulcânica no Monte Mazama cria o Lago Crater, no Oregon.
- c. 5600 a.C. - Inicio de desertificação no Norte da África, que, em ultima instância, leva à formação do deserto do Saara. É possível que esse processo tenha feito com que os nativos migrassem para a região do Nilo ao leste, lançando assim as bases para o surgimento da civilização do Antigo Egito.
- 5500 a.C. - Criação do mundo, de acordo com o livro Caverna dos Tesouros, atribuído a Éfrem da Síria.[1]
- c. 5500 a.C.: 
  - A Cultura de Cucuteni começa na região da atual Romênia, Moldova e Ucrânia.
  - Agricultura começa no Egito Antigo.
  - Começa o Período pré-dinástico do Egito.
  - Cultura de Samarra, no atual Iraque.
- c. 5450 a.C - Erupção do Vulcão Hekla.
- c. 5400 a.C - Irrigação e o começo da civilização da Suméria no sul do Iraque.
- c. 5200 a.C - Começo da habitação humana em Malta.
- c. 5000 a.C - Agricultura alcança o centro e o norte da Europa.
- Um grande deslizamento de lava vulcânica no Monte Etna, Sicília, causa um megatsunami que devastou a costa leste do Mediterrâneo nos continentes da Ásia, África e Europa.
- Desenvolvimento do sítio arqueológico de Hasanlu, no Irã.

## Invenções, descobertas e introduções
- Povos das Cíclades começam a usar argila crua para fabricar objetos.
- Construções de tijolos tomam espaço em Çatalhüyük.
- Agricultura aparece no vale do Nilo.
- Arroz cultivado na Ásia.
- Invenção do arado.
- c. 5100 a.C. - Encontrados templos no sul da Mesopotâmia.
- c. 6000 a.C – 5000 a.C. - O vinho é produzido pela primeira vez na Pérsia.
- c. 5500 a.C. - Primeiras evidências da fabricação de queijos (Cujávia, Polônia).